# Rita Sapiro Finkler
Rita Sapiro Finkler, nascuda com a Ricka Sapiro (Kherson, Gubèrnia de Tàurida, Imperi Rus, actualment ciutat d'Ucraïna, 1 de novembre de 1888 – Nova York, EUA, 8 de novembre de 1968) fou una metgessa americana nascuda a l'Imperi Rus.
Tot i que començà practicant la pediatria i la ginecologia, va arribar a ser més coneguda pel seu treball com a endocrinòloga, després d'establir-se i dirigir el departament d'endocrinologia a l'Hospital Newark Beth Israel de Nova Jersey, Nova Jersey.

## Primers anys
Nascuda a l'imperi rus, de la família de Sarah i Woolf Sapiro, moliner, la seva mare, que provenia d’una família jueva, va morir de càncer de mama quan Ricka era ben jove. Va tenir dues germanes, Saphira i Rhia, i un germà que va morir de petit. Va assistir al Byra Bestow-Gersky College i es va matricular a la Universitat Estatal de Sant Petersburg per estudiar dret quan tenia setze anys. Va deixar la universitat després de dos anys amb la intenció de traslladar-se a Nova Zelanda. Va fer una escala als Estats Units, on va passar per Pennsilvània per visitar un familiar que s'havia graduat al Woman's Medical College de Pennsilvània. El seu parent la va convèncer perquè es quedés als Estats Units i assistís ella mateixa a la Woman's Medical College. Mentre estudiava, va conèixer Samuel J. Finkler. Es van casar el 1913 i Sapiro es va graduar el 1915. Rita i Samuel Finkler van tenir una filla, Sylvia (nascuda el 1921), i es van divorciar el 1925.

## Carrera mèdica
Després de rebre el títol de metgessa el 1915, Finkler va completar les seves pràctiques al Philadelphia Polyclinic, on va ser la primera dona en pràctiques. La seva posició a l'hospital va ser controvertida entre la resta de personal i el públic en general, i fou tractada en nombrosos articles de diaris. Després de les pràctiques, Finkler va treballar al Philadelphia Health Center, que va dirigir del 1916 al 1918. Després es va traslladar a Newark, Nova Jersey, on establí una consulta privada el 1919. Treballà, principalment, com a pediatre i obstetra i fou particularment activa en el tractament de la població italiana de Newark. El 1928 va emprendre investigacions de postgrau en endocrinologia a l'Hospital Mount Sinai de Nova York i el 1929 va viatjar a Àustria per continuar la seva investigació a la Universitat de Viena. A Viena, va treballar amb altres investigadors en assajos de la prova d'embaràs desenvolupats per Selmar Aschheim i Bernhard Zondek. En algun moment de la seva carrera professional, Finkler va començar a utilitzar el nom de "Rita" en lloc de "Ricka" després de retirar-se-li una oferta de treball de l'Hospital Saint Vincent's de Manhattan quan els seus possibles empresaris van descobrir que era una dona i que el seu nom no era l'abreviació de "Richard".
Mentre practicava de manera privada a Newark, Finkler també va treballar a l'Hospital Newark Beth Israel, primer com a pediatre i després com a ginecòleg. El 1934, després de publicar més de 70 articles sobre endocrinologia, va fundar el departament d'endocrinologia de l'hospital, que va dirigir del 1939 al 1951. Estava especialment interessada en la integració de l'endocrinologia i la salut de les dones i va investigar els trastorns hormonals implicats en la infertilitat, amenorrea i disfunció ovàrica, així com el tractament dels símptomes relacionats amb la menopausa amb estrògens sintètics. També va estudiar els problemes de fertilitat en dones causats per la desnutrició durant la Segona Guerra Mundial. Després de deixar el càrrec com a cap del departament d'endocrinologia de Newark Beth Israel, Finkler va exercir com a cap emèrit i consultor d'endocrinologia.
Finkler era membre actiu de l'American Medical Women's Association (AMWA). Va presidir el seu comitè de refugiats del 1938 al 1948, ajudant a les metgesses desplaçades d'Europa a establir-se i establir consultes als EUA. Va ser presidenta de la sucursal de l'AMWA a New Jersey i va ser nomenada per l'associació com a Dona Metgesa de l'Any el 1956.

## Mort
Finkler va patir un ictus el 1958, del qual es va recuperar completament i va continuar practicant medicina, però més tard va desenvolupar insuficiència cardíaca i va morir d'una oclusió coronària el 1968 a la ciutat de Nova York. Va sobreviure-li la seva filla, Sylvia F. Becker, que també era metgessa, juntament amb tres nets. Els seus escrits, inclosa una autobiografia inèdita titulada Good Morning, Doctor!, estan dipositats a les biblioteques de la Universitat Rutgers.